# Crach
Crach (bretonisch Krac'h) ist eine französische Gemeinde mit 3.458 Einwohnern (Stand: 1. Januar 2022) im Département Morbihan in der Region Bretagne. Sie gehört zum Arrondissement Lorient und zum Kanton Auray. Die Einwohner werden Crachois genannt.

## Geographie
Crach wird von den Flüssen Auray und Crac’h begrenzt. Das Gemeindegebiet gehört zum Regionalen Naturpark Golfe du Morbihan. Umgeben wird Crach von den Nachbargemeinden Brech und Auray im Norden, Pluneret im Nordosten, Bono im Osten, Baden und Locmariaquer im Südosten, Saint-Philibert im Süden, La Trinité-sur-Mer im Südwesten, Carnac im Westen sowie Ploemel im Nordwesten.
Am Nordrand der Gemeinde führt die Route nationale 165 entlang.

## Bevölkerungsentwicklung
| 1962 | 1968 | 1975 | 1982 | 1990 | 1999 | 2006 | 2011 | 2019 |
| ---- | ---- | ---- | ---- | ---- | ---- | ---- | ---- | ---- |
| 1903 | 1928 | 2001 | 2535 | 2762 | 3030 | 3233 | 3300 | 3394 |

## Sehenswürdigkeiten und Kulturdenkmale
- Kirche Saint-Thuriau
- Beinhaus am Friedhof, seit 1925 Monument historique
- Kapelle Saint-André in Lomarec; Sarg mit Inschrift
- Kapelle Notre-Dame in Plessis-Kaër
- Kapelle Saint-Jean in Kerourang
- Dolmen von Parc-Guren (oder Champ de l'Éclair), seit 1926 Monument historique
- Dolmen von Kervin-Brigitte
- Dolmen von Kerourang, Mané-Rohenezel, la Mare, jeweils seit 1938 Monument historique
- Galeriegrab von Luffang (auch Tal-er-Roch), seit 1938 Monument historique
- Reste des gallorömischen Aquädukts, seit 2002 Monument historique
- Schloss Plessis-Kaër, seit 1934 Monument historique

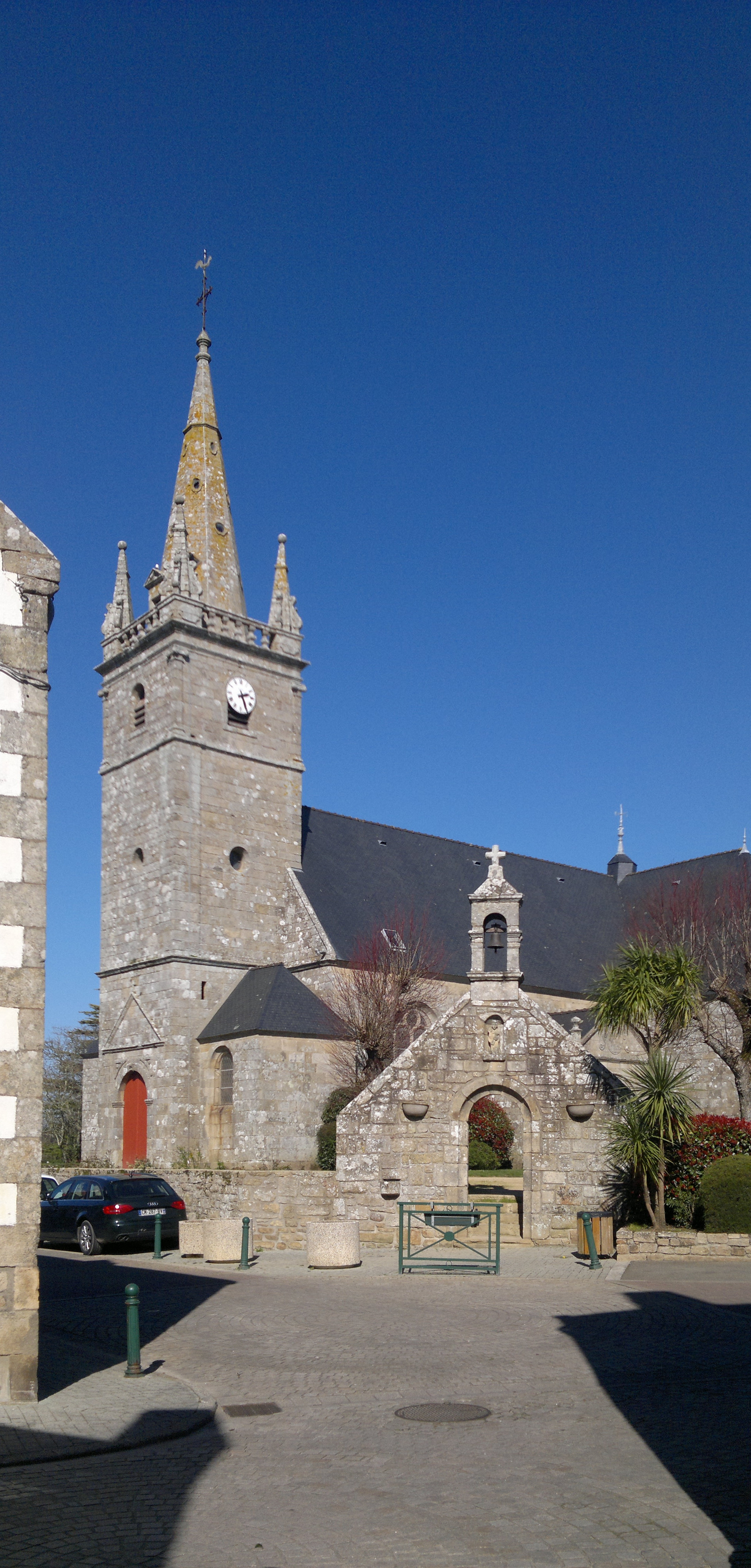
Kirche Saint-Thuriau
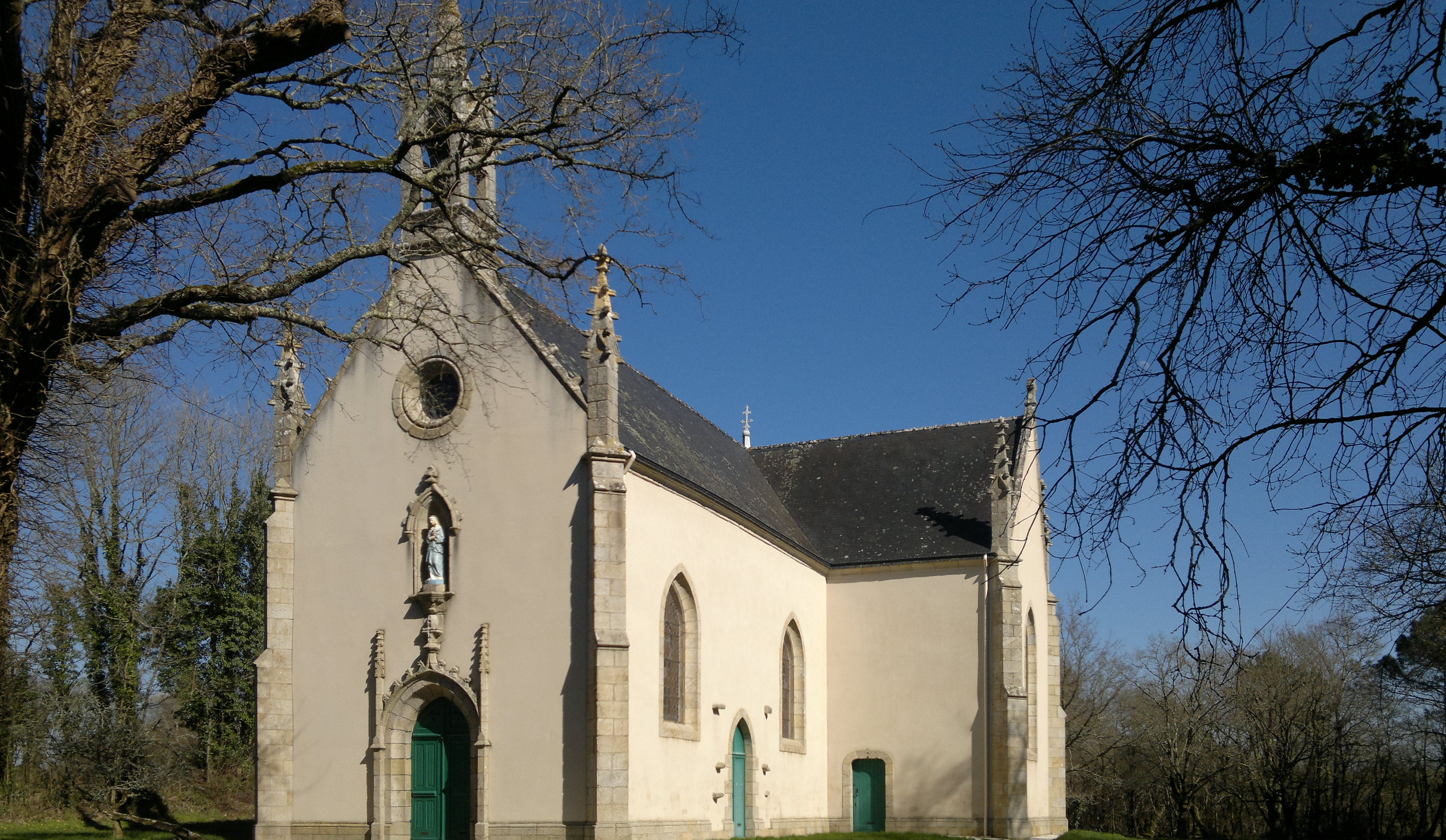
Kapelle Notre-Dame in Plessis-Kaër
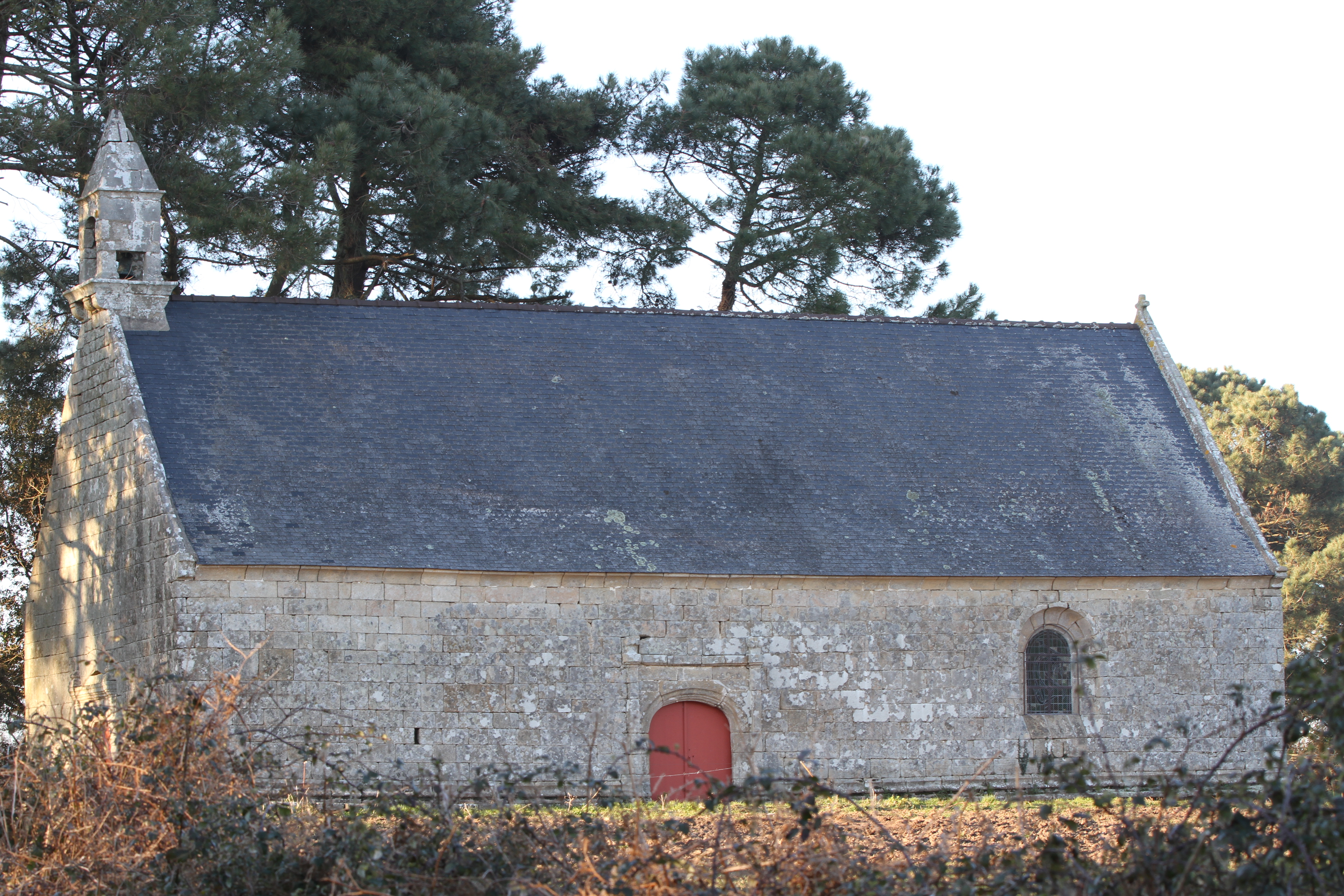
Kapelle Saint-Jean in Kerourang
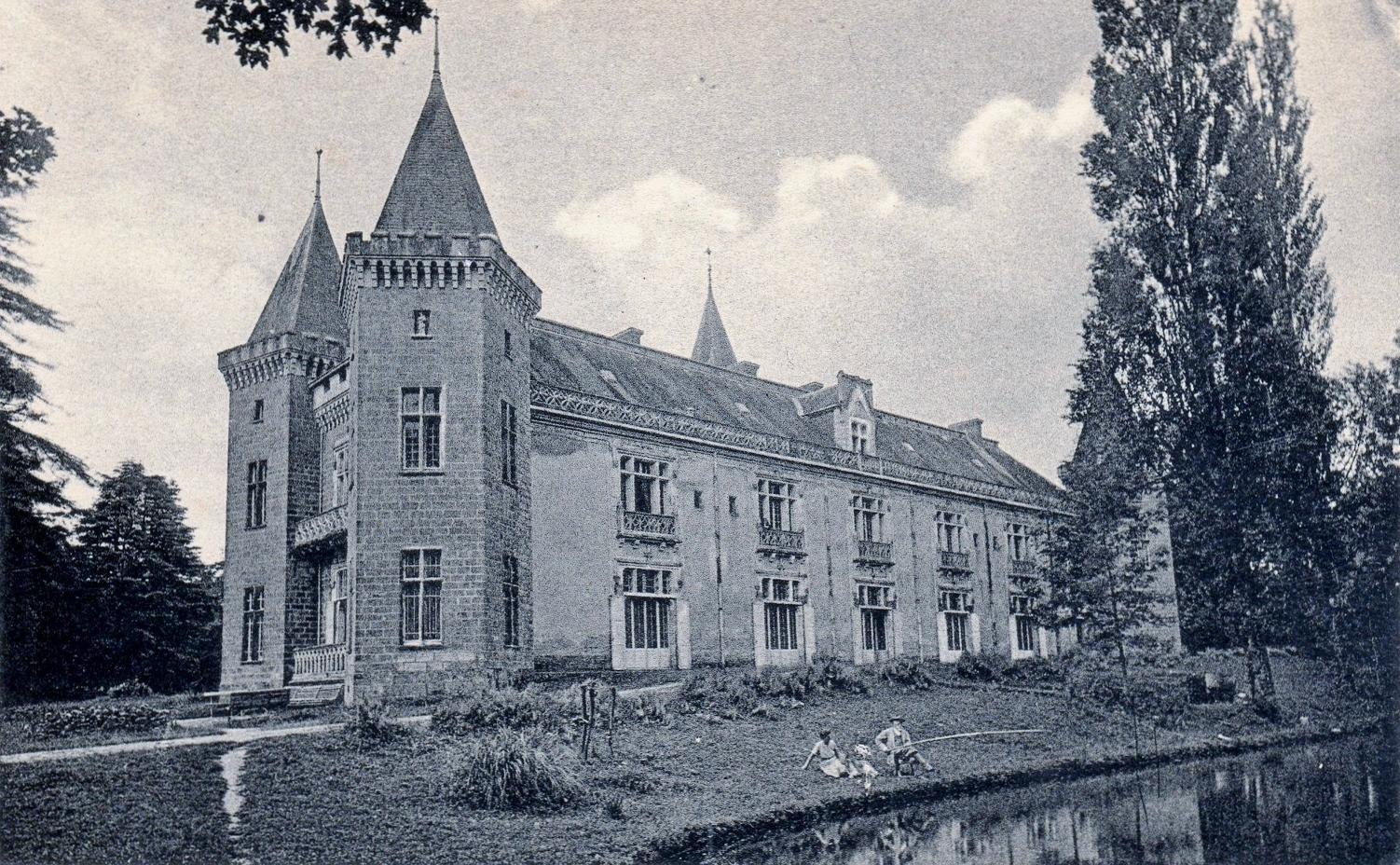
Schloss Plessis-Kaër um 1930